# جونا ويلكوكس
جونا ويلكوكس (بالإنجليزية: Jonah Wilcox)‏ (19 يناير 1894 في المملكة المتحدة - 5 أغسطس 1956 في المملكة المتحدة) هو لاعب كرة قدم بريطاني (وحمل سابقاً جنسية المملكة المتحدة لبريطانيا العظمى وأيرلندا) في مركز الهجوم. لعب مع كوينز بارك رينجرز ونادي بريستول روفيرز ونادي بريستول سيتي ونادي غيلينغهام ونادي كيدرمينستر هاريرز لكرة القدم وNew Brighton A.F.C. ‏ ونادي برادفورد بارك أفنيو.